# Marino Faliero (Donizetti)
Marino Faliero és una òpera en tres actes composta per Gaetano Donizetti sobre un llibret italià de Giovanni Emanuele Bidera. S'estrenà al Théâtre Italien de París el 19 de març de 1835.
L'òpera, tot i les seves irregularitats, ofereix múltiples belleses i ocasions de lluïment per als seus quatre intèrprets principals.

## Origen i context
Al començament de 1835, Bellini i Donizetti mesuraven les seves forces per última vegada al Teatre Italià de París, component sengles òperes per a la mateixa companyia de grans estrelles -Grisi, Rubini, Tamburini i Lablache-, si amb I Puritani el primer va obtenir un èxit clamorós, Marino Faliero de Donizetti va tenir una acollida més mitigada, amb tan sols cinc funcions, malgrat la qual cosa tots dos músics van ser guardonats amb la Legió d'Honor i rebuts pel rei Lluís Felip a les Teuleries. Va ser el mateix Rossini qui generosament va convidar els seus joves col·legues a aquest debut parisenc i els va ajudar amb els seus consells a preparar millor les seves creacions. En el cas de Donizetti, els canvis suggerits per la seva veterà col·lega van portar a l'existència de dues partitures -l'autògraf napolità i l'edició impresa per Ricordi- que difereixen en més d'un terç del seu contingut.

## Representacions
Després d'una vida raonablement reeixida durant algunes dècades, l'obra va desaparèixer de la circulació fins a 1966, quan va ser recuperada a Bèrgam, funció de la qual un disc ha preservat el testimoni. Posteriorment, hi ha hagut dues versions més d'aquesta obra, una de 1999 editada per Agorà, de procedència hongaresa, i una altra, editada per On Stage, gravada en viu per a la RAI de Torí el 1977.
Pel que fa a Catalunya, s'estrenà el 14 de febrer de 1837 al Teatre de la Santa Creu, representant-se més tard, la temporada 1840-1841 al Teatre de Montsió i posteriorment, el 12 de juliol de 1848, al Gran Teatre del Liceu de Barcelona.